# Donald Dupree
Donald Victor "Don" Dupree, Sr., född 10 februari 1919 i Saranac Lake, död 1 maj 1993 i Saranac Lake, var en amerikansk bobåkare.
Dupree blev olympisk bronsmedaljör i fyrmansbob vid vinterspelen 1948 i Sankt Moritz.